# Enfrentamientos en la mezquita de Al-Aqsa
Los enfrentamientos de Al-Aqsa de 2023 fueron una serie de enfrentamientos violentos que ocurrieron entre fieles palestinos y la policía israelí en la Mezquita de Al-Aqsa en Jerusalén en abril de 2023. Los enfrentamientos fueron provocados por la presencia de fieles judíos que planeaban sacrificar una cabra en la lugar de la Pascua, que coincidió con el mes sagrado musulmán del Ramadán y la Semana Santa cristiana.
Múltiples palestinos resultaron heridos en los enfrentamientos posteriores, y 400 fueron arrestados por la Policía de Israel dentro del recinto de Al-Aqsa. Posteriormente, se dispararon cohetes contra Israel desde la Franja de Gaza y el Líbano, actos interpretados en términos generales como una respuesta a los eventos en Al-Aqsa.

## Antecedentes
Los enfrentamientos ocurrieron durante un período de aumento de las tensiones entre israelíes y palestinos debido a la convergencia del mes sagrado musulmán del Ramadán, la Pascua judía y la Semana Santa cristiana. La escalada de violencia en Al-Aqsa se produjo cuatro días después de que la política israelí matara a tiros a un hombre árabe israelí desarmado en la Ciudad Vieja de Jerusalén, justo en las afueras de la Mezquita de Al-Aqsa. La policía israelí dijo que el hombre había intentado apoderarse de un arma policial, mientras que los testigos afirmaron que el hombre había intentado intervenir en un enfrentamiento entre agentes de policía y una mujer.
El 3 de abril, al menos un activista judío fue detenido antes de Pesaj en un intento de evitar los intentos de grupos religiosos judíos de contravenir la prohibición de rezar en el recinto de la mezquita de Al-Aqsa y realizar un sacrificio por Pesaj. El mismo día, el ministro de Seguridad Nacional, Ben-Gvir, abogó por que los grupos judíos fueran a Al-Aqsa durante la Pascua, pero que se abstuvieran de sacrificar animales.

## Acontecimientos
Los enfrentamientos fueron provocados por la presencia de fieles judíos que planeaban sacrificar una cabra en el lugar de la Pascua para resucitar una tradición bíblica, que coincidía con el mes sagrado musulmán del Ramadán y la Semana Santa cristiana.
Múltiples palestinos resultaron heridos en los enfrentamientos posteriores, y 400 fueron arrestados por la policía de Israel dentro del recinto de Al-Aqsa. Los eventos han aumentado las tensiones entre israelíes y palestinos y han llamado la atención internacional sobre el conflicto en curso en la región.